# Biłyky (rejon połtawski)
Biłyky (ukr. Білики) – osiedle typu miejskiego na Ukrainie, w obwodzie połtawskim, w rejonie połtawskim. W 2001 liczyło 5786 mieszkańców, wśród których 5504 jako ojczysty język wskazało ukraiński, 239 rosyjski, 6 mołdawski, 8 węgierski, 1 rumuński, 1 bułgarski, 2 białoruski, 3 romski, a 22 inny.

## Urodzeni
- Gieorgij Gapon